# دهستان جعفربای غربی
دهستان جعفربای غربی دهستانی در بخش مرکزی شهرستان گمیشان در استان گلستان است. بر اساس سرشماری ۱۳۹۵ جمعیت این دهستان ۱۱۸۱۹ نفر (در ۳۳۰۶ خانوار) بوده‌است.
مرکز این دهستان، روستای خواجه‌نفس است. تشکیل این دهستان توسط هیأت وزیران در جلسه مورخ ۱۳۶۴٫۱۲٫۲۵ بنا به پیشنهاد شماره.۱۷۰۱۸م مورخ ۶۴٫۷٫۱۷ وزارت کشور در اجرای ماده ۱۳ قانون تعاریف و ضوابط تقسیمات کشوری مصوب تیرماه سال ۱۳۶۲ مجلس شورای اسلامی و به استناد ماده ۳۱ آیین‌نامه اجرایی قانون مذکور مصوب مهر ماه ۱۳۶۳ و طبق ماده ۳ قانون مذکور و تبصره‌های ذیل آن تصویب شد.